# Крис

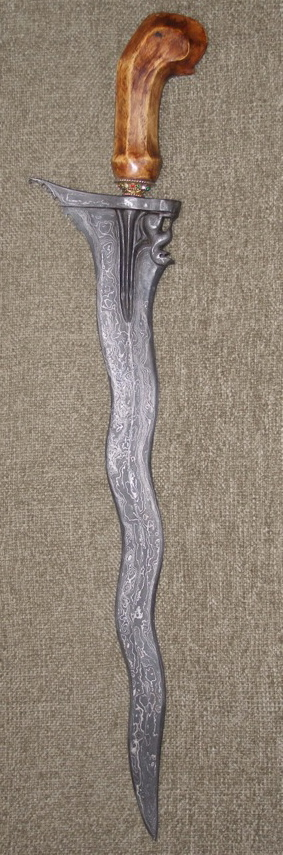
Балійський крис з хвилястим лезом

Крис або кери́с — національний кинджал з характерною асиметричною формою леза. З'явився на острові Ява, розповсюджений по усій Індонезії, на Філіппінах та Малайзії. Етимологія пов'язана з давньояванським словом ngeris, «нгеріс», що означає «колоти», «пронизувати».

## Матеріальне значення
У певній містичній — це частина чоловіка, його душі.
Це певна ознака статусу чоловіка, бо ж кожен дорослий має принаймні три кинджали — свій, подарований дружиною, та той, що перейшов йому від батька.
Крис — це також і легендарна ритуальна зброя, деякі кинджали мають свої історії.
Цим ножам присвячена спеціальна наука — крисологія, що вивчає генезис крисів, їх культурну та соціальну роль, а також технологію та особливості їх виготовлення.
Це кинджал, що має хвилясте лезо, кількість хвиль завжди непарна, і він виготовляється з так званої сталі «памор», що дуже схожа на дамаську сталь. Малюнок сталі може бути різним, та проявляється завдяки обробці у миш'яку та соку лайма.
Найбільше цінували криси, де виходив малюнок людини, трохи менш цінними вважались ті, на малюнку яких можна було вгледіти силуети тварин чи зірки. Якщо ж малюнок сталі створювався ковалем, то він міг бути будь-яким, а після приходу на ці землі ісламу на лезі нерідко можна було побачити висловлювання з Корану.
Руків'я криса має так звану пістолетну форму, а для більшої зручності використання біля гарди є два поглиблення для пальців. Конструктивно крис швидше за все призначений для уколу, але завдяки формі, схожій на ятаган, ним чудово можна різати чи рубати, до того ж рани не зможуть швидко загоїтися.
У деяких регіонах виготовлялись спеціальні криси, що використовувались для страт. Але це був швидше за все виняток з правил. Руків'я найчастіше виготовлялось з дерева, але зустрічались і зразки з металу. Часто на руків'ї вирізають фігуру чи обличчя демонів, ракшасів, тварин, богів, але можна зустріти й прості орнаменти.

## Сакральне значення
Крис, без сумніву, один з найзначущих предметів Індонезії. В залежності від фігури на руків'ї, наприклад, чи від візерунку на лезі, крис міг чи то захищати власника від злих духів, чи слідкувати за його здоров'ям, чи взагалі приманювати багатство.
Важливо було також, щоб символіка крису підходила власнику. Інакше замість щастя такий ніж міг принести біду. Така ж сама ситуація могла виникнути, якщо крис, схований під подушку, навіював погані сни. В такому випадку ніж треба було терміново змінювати.
Про криси є безліч легенд. Ходять розповіді про ножі, котрі самі по собі літали та шукали жертви. Є легенди про те, що ніж, підвішений біля входу в хату, захищає своїх хазяїв. Також, вважається, що крисом не можна показувати на людину, бо це принесе їй біду, а то й смерть.
Окрема легенда розповідає про міфічний крис, котрий був виготовлений з заліза різних регіонів, і сам по собі літав у пошуках жертви. Коли ж його спробували знищити, він перетворився на метеорит, й улетів в космос, причому, за легендою, він кожні 400 років має повертатись на Землю та призводити до бід.
Легенди та міфи є про різні види зброї. Але слід відзначити, що саме крис можна назвати одним з найбільш овіяним легендами кинджалів. Саме крис має одну з найнетиповіших форм леза. І саме крис має таке
значне сакральне значення для народу, що ним користується.
Мало де ніж має настільки значний вплив на культуру, як крис в Індонезії, Малайзії та країнах, що розташовані поруч. Мабуть, цей вплив більший, аніж у країнах Кавказу.